# 警察電話
警察電話（けいさつでんわ）とは、警察の専用線業務専用通信回線及びこれに接続された電話である。警察内部では警電と略称される。その運用については、警察電話要則 (PDF) （平成14年12月11日警察庁訓令第13号）に規定されている。
日本初の警察電話は、1878年（明治11年）5月17日、内務省と警視本署との間11町23間（約1240m）で開通した。
警察庁から末端の交番・駐在所に至るまで全ての警察機関、他には警察専用の自動車電話・携帯電話たる移動警察電話までがこの回線に接続されており、固有の番号をダイヤルするだけで直接通話が出来る。警察機関だけでなく、警察と密接に関係している関連機関にも設置されている（警視庁職員信用組合や、警察共済組合が運営する保養施設、NEXCOの道路管制センターなど）。また、各行政機関等へ出向している警察職員の席には、専用の警察電話回線が引かれていることが多い。基幹回線には警察無線のデータ通信端末も接続されており、こちらはWIDE（Wireless Integrated Digital Equipment―統合デジタル無線機器）システムと呼ばれる。
警察電話の電話番号（警電番号）は「都道府県番号（3桁）-所属番号（3桁）-個別番号（3桁）」の9桁で構成されている。同一都道府県内・同一所属内の警察電話にかける際は、それぞれ都道府県番号・所属番号までが入力を省略できる。例えば警察署から交番にかけるときは交番の警電番号3桁を、都道府県内の別の警察署にかけるときは所属番号と個別番号の6桁をそれぞれダイヤルすることでかけることができる。
110番も本来この一つで、これは通信指令室の受付番号である。他には照会センター（犯歴情報などを蓄積している）の番号である“123番”などがある。照会センターの警電番号は全国共通であり、警察電話から123番にかければその都道府県警察の照会センターにつながる。ちなみに、警視庁系列である東京警察病院には、警察電話からなら局番なしの68700でつながる。
交番の中で警察官が使う電話の他、カウンターに設置されている「緊急通報用電話」（警ら等で警察官不在の場合、緊急で交番を訪ねた人が使う）がこの回線の端末の一つであり、受話器を取ると、上位警察署の受付台ではどこの交番からの発信か、直ちに確認出来る様になっている（呼び出し専用電話なので、交番によっては電話機ではなくインターホンの親機を用いているところもある）。
公衆交換電話網とも相互接続されており、警察電話の電話機で一定の操作をすることにより、固定電話へ直接発信することができる。